# Bruine anemoonvis
De bruine anemoonvis (Premnas biaculeatus) is een tropische zoutwatervis die voorkomt bij koraalriffen en in lagunes van de Indo-Australische Archipel.

## Kenmerken
De lengte van de bruine anemoonvis is maximaal 17 centimeter. De vis wordt ook wel de stekelwanganemoonvis genoemd. Mannetjes zijn helderrood van kleur en worden donkerbruin tot zwart als ze een vrouwtje worden. Mannetjes zijn daarnaast ook veel kleiner dan de vrouwtjes.

## Leefwijze
Bruine anemoonvissen komen, net als alle andere anemoonvissen, altijd als mannetje ter wereld. Deze soort leeft meestal in koppeltjes. Als het vrouwtje verdwijnt zal er zich een ander koppeltje vormen waarbij het dominante mannetje van geslacht verandert.
De vis leeft in symbiose met de anemoonsoort Entacmaea quadricolor en leeft van kleine algen en kleine zeediertjes.
1. ↑  (en) Bruine anemoonvis op de IUCN Red List of Threatened Species.